# Louise McNally
Louise McNally és Catedràtica de Lingüística de la Universitat Pompeu Fabra. Doctora en Lingüística per la Universitat de Califòrnia – Santa Cruz, ha estat professora a la Universitat d'Indiana, a la Universitat Estatal d'Ohio i a la Universitat de Califòrnia – San Diego. Des de l'any 1995, ha dut a terme la seva tasca docent i investigadora a la Universitat Pompeu Fabra, on és catedràtica de Lingüística des de l'any 2008. En aquesta universitat, ha exercit diferents càrrecs de govern, com el de vicerectora d'Investigació, vicerectora d'Afers acadèmics i, actualment, vicerectora de Professorat. És membre del Grup de Lingüística Formal (GliF) i la seva recerca se centra en la interpretació del llenguatge natural. Tot i que la seva aproximació s'havia basat en la tradició de la semàntica formal, s'ha interessat pels models estadístics del significat del llenguatge natural. Entre els diferents reconeixements a la seva carrera, destaquen el Premi ICREA 2009 i 2014.